# Sweeney Todd (musikal)

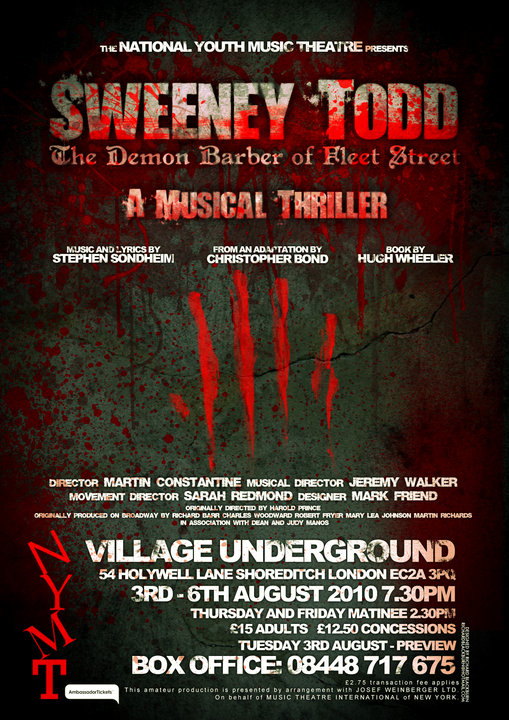
Affisch till en uppsättning av National Youth Music Theatre i London 2010.

Sweeney Todd: The Demon Barber of Fleet Street (oftast förkortad till endast Sweeney Todd) är en amerikansk musikal i två akter med musik och sångtexter av Stephen Sondheim och libretto av Hugh Wheeler. Den byger på pjäsen från 1973 med samma namn av Christopher Bond. Karaktären Sweeney Todd dök första gången upp i en viktoriansk penny dreadful med titeln The String of Pearls (1846-7). 
Sweeney Todd hade premiär på Broadway 1979 och i West End 1980. Den vann Tony Award för bästa musikal och Olivier Award för bästa nya musikal. Den har satts upp i otaliga uppsättningar och filmatiserats.
Originallogotypen till musikalen är en modifierad bild från 1800-talet där titeln är utbytt mot en rakkniv. Där finns också en kvinna i ett nerblodat förkläde med en brödkavel i handen.
I skräckkabinettet London Dungeon finns en attraktion tillägnad Sweeney Todds raksalong och Mrs. Lovetts pajbageri.

## Bakgrund
Karaktären Sweeney Todd härrör sig från en viktoriansk populärromanserie vid namn penny dreadfuls. En av historierna hette The String of Pearls och gavs ut i en veckotidning under vintern 1846–47. Handlingen utspelas 1785, rör sig kring huvudpersonen Sweeney Todd och innehåller alla de delar som förekommer i senare versioner. Den blodiga barberarhistorien gjordes om till en pjäs innan slutet hade avslöjats i den tryckta tidningen. En utökad upplaga förekom 1850, en amerikansk version 1852 och en ny pjäs 1865. På 1870-talet var Sweeney Todd en välkänd figur för de flesta viktorianer.
Musikalen byggde på Christopher Bonds pjäs Sweeney Todd från 1973, vilken förde in en psykologisk bakgrundshistoria och motiv till Todds brott. I Bonds version av karaktären var Todd offret för en laglös domare som dömde honom till exil i Australien och våldtog hans unga hustru som därefter förlorade förståndet. Stephen Sondheim skapade sin musikalversion 1973 efter att ha sett Bonds pjäs på Theatre Royal Stratford East.
Bonds sofistikeade handling och språk förde avsevärt upp berättelsen till en högre nivå. Sondheim observerade: "Den hade en viss tyngd... emedan [Bond] skrev blankvers för vissa karaktärer. Han förde också in huvudelement från jakobinsk tragedi och Greven av Monte Cristo. Han förmådde att ta alla dessa skilda delar som hade funnits tillhanda i mer än hundra år och förvandla dem till en förstklassig pjäs."

Sondheim ansåg att musiken bidrog starkt till att förstärka dramat, transformera det till en annan teatral upplevelse, och sa senare:
Vad jag gjorde med Chris pjäs var mer än att förbättra dem. Jag hade en känsla att det skulle bli en ny sak. Effekten den hade på Stratford East i London och effekten den hade på Uris Theater i New York är två helt skilda saker, även om det är samma pjäs. Den gjorde succé där på grund av att de inte tar Sweeney Todd på allvar. Vår uppsättning var i en större skala. Hal Prince gav den episka dimensioner, en känsla av att detta var en man och ingen dåre. Musiken bidrar till den effekten.
 Musiken visade sig vara nyckeln till framgång för Sweeney Todd hos publiken. Mer än 80% av uppsättningen är tonsatt, antingen sjungen eller i underliggande dialog. Musiken är stort uppbyggd, varje enskild del förenas med andra till en musikalisk helhet. Aldrig tidigare eller senare använde Sondheim musiken till att förstärka dramat.
Sondheim bestämde sig för att para ihop en sina mest mardrömslika sånger (Sweeney Todds "Epiphany") med den komiska "A Little Priest". Dessa sånger i slutet av Akt I var det största musiktillägget som Sondheim tillförde till Bonds version av historien. I pjäsen utspelas Todds mentala kollaps och planen med Lovetts köttpajer på mindre än en halv sida dialog, alltför snabbt för att avslöja den fulla psykologiska inverkan, enligt forskaren Larry A. Brown. Sondheims version visar varligt fram Sweeney Todds kommande idéer och Mrs Lovetts förvridna sinne.
Sondheim har ofta sagt att hans Sweeney Todd handlade om besatthet – och nära vänner verkar hålla med. När Sondheim första gången spelade sånger från en tidig version av uppsättningen för Judy Prince (hustru till showens regissör), sa hon till honom: "Oh Gud – jag visste inte att den [Sweeney Todd] handlade om detta. Det har ingenting med Grand Guignol att göra. Det handlar om ditt [eget] liv."
När Sondheim för första gången förde fram idén till regissören Harold Prince, hans ständige samarbetspartner, var Prince inte intresserad och kände att det var en enkel melodram som inte var särskilt expermentellt strukturerad. Men snart upptäckte Prince en metafor att sätta upp stycket i och det hela blev vad Sondheim ursprungligen hade tänkt sig som en "liten skräckhistoria" till ett kolossalt porträtt av den industriella revolutionen, och en utforskning av dåtidens allmänna mänsklig villkor då den relaterade till människor såsom Sweeney Todd. Sondheim sa: "Hals metafor är att fabriken producerar typer som Sweeney Todd. De blir själlösa, besegrade, hopplösa människor. Det är det pjäsen handlar om enligt honom; Sweeney Todd är en produkt av sin tid. Jag tror inte det. Sweeney Todd är en man som drivs av personlig hämnd, på samma sätt som vi alla gör på ett eller annat sätt, och det har ingenting att göra med den tid han levde i enligt mitt sätt att se på det." Sondheim accepterade i alla fall Princes vision som ett annat sätt att göra showen på, och som en möjlighet att föra den i stor skala med vetskapen om att småskaliga uppsättningar kunde göras när som helst.
På Uris Theater i New York omvandlades denna skräckhistoria till ett stålberg i rörelse. Princes sceniska metafor för Sweeney Todd var en 1800-tals smältugn förflyttad från Rhode Island och ihopsatt på scen, vilket kritikern Jack Kroll träffande beskrev som "delvis katedral, delvis fabrik, delvis fängelse, vilken krympte och förminskade de kryllande lägre massorna."
När det blev dags att rollbesättning ansåg Sondheim att scenveteranen Angela Lansbury skulle tillföra en viss form av efterlängtad humor till den hemska sagan såsom den galna butiksföreståndarinnan, men Lansbury behövde övertalas. Hon var en stjärna och som hon påpekade för Sondgheim: "Din show heter inte 'Nellie Lovett', den heter 'Sweeney Todd'. Och jag har inte huvudrollen." För att övertala henne skrev Sondheim ett par sånger till henne, inklusive den makabra "A Little Priest." Och han gav henne nyckeln till hennes karaktär med orden: "Jag vill att Mrs Lovett ska vara en karaktär från Music hall." Lansbury, som hade vuxit upp med brittisk Music hall förstod på en gång. "Inte barar Music hall ... men galen Music hall", som hon sa. När hon väl hade sagt ja till rollen njöt hon av tillfället och älskade "Sondheims extraordinära fyndiga och intelligenta texter."
Den kanadensiske skådespelaren och sångaren Len Cariou var Sondheims personliga val till att spela den plågade barberaren. Under förberedelserna för tillen frågade Cariou (som vid tiden studerade för en tallärare) Sondheim vilken röstregister som krävdes för rollen. Cariou sa till Sondheim att han var beredd att omedelbart ge honom ett par oktaver att arbeta med, varpå Sondheim svarade: "Det kommer räcka mer än väl."
När Prince helt ägnade sig åt att iscensätta den stora uppsättningen, lämnades Lansbury och Cariou helt åt sig själva när det gällde att utforma karaktärerna. De arbetade tillsammans ut alla sina scener, båda två var kreativa artister som var vana att ge allt. "Det galna sätt att poträttera Mrs Lovett var Angela upp i dagen ... Hon uppfann karaktären", sa Cariou. Hon sa: "Jag bara följde med rollen. Mitt vidöppna sätt att poträttera rollen hade att göra med min risktagande attityd gentemot den. Jag tänkte att jag har gjort precis allting på Broadway, så jag kan lika gärna göra Mrs Lovett."
Det sägs att på premiären rusade Harold Clurman, nestorn inom amerikansk teaterkritik, upp till Schuyler Chapin, tidigare chef för Metropolitan Opera,  och krävde att få veta varför han inte hade satt upp den på Met. Chapin svarade: "Jag skulle ha satt upp den på stubinen om jag hade haft möjligheten. Det skulle hörts klagomål och skrik men jag hade inte brytt mig. Ty det är en opera. En modern amerikansk opera."

## Uppsättningar
Originaluppsättningen hade premiär på Broadway 1979 och spelades mer än 550 gånger med Len Cariou och Angela Lansbury i rollerna som Sweeney Todd respektive Mrs. Lovett. Den fick utmärkelsen Tony Award som bästa musikal 1979.
En nyuppsättning på Broadway gjordes 2005 med Michael Cerveris och Patti LuPone i huvudrollerna. En filmversion i regi av Tim Burton hade premiär 2007 i USA. I filmen spelar Johnny Depp titelrollen medan Helena Bonham Carter gestaltar mrs. Lovett.
I Sverige har verket satts upp ett antal gånger:
- 1985, på nyårsafton – Värmlands musikteater (urpremiär på svenska).
- 1989 – Stora Teatern, Göteborg, scen Lillan.[9]
- 2008 – Göteborgsoperan (på originalspråket). [10]
- 2013 – Stockholms stadsteater med Peter Jöback och Vanna Rosenberg i huvudrollerna (svenska).[11]
- 2018 – Värmlandsteatern på Tempelriddaren i Karlstad (svenska).[12]
- 2023 – Kungliga Operan i Stockholm med Ola Eliasson och Karolina Blixt i huvudrollerna (originalspråk).[13]

## Personer
| Karaktär                          | Röstläge                               | Beskrivning |
| --------------------------------- | -------------------------------------- | --- |
| Sweeney Todd / Benjamin Barker    | Baryton (eller Basbaryton) F2 – G♭4    | Dyster och hämndlysten; en barberare till professionen som har återvänt till London efter att i femton år orättfärdigt ha varit förvisad till Australien och som söker hämnd på den korrupta domaren som sände dit honom och på hela mänskligheten via hans kunder. |
| Nellie Lovett                     | Kontraalt (eller Mezzosopran) F♯3 – E5 | En munter, språksam, men amoralisk innehavare av en köttpajsaffär. Todds forna hyresvärdinna och förälskad i honom. |
| Anthony Hope                      | Baritenor A♭2 – F♯4                    | En ung, naiv sjöman som har räddat Todd och blir kär i Johanna Barker. |
| Johanna Barker                    | Sopran B3 – B♭5                        | Todds unga, vackra dotter, uppfostrad av domare Turpin. |
| Domare Turpin                     | Baryton (eller Bas) E2 – F♯4           | En korrumperad domare som blivit besatt i Lucy Barker, och senare i hennes dotter Johanna. |
| Tobias Ragg                       | Tenor (eller Gossopran) B♭2 – A4       | En dumbom som först arbetar för skojaren Pirelli och senare för Mrs Lovett, men misstror Todd. |
| Beadle Bamford                    | Tenor D3 – G♯4 (falsett D5)            | En korrumperad tjänsteman som är domare Turpins högra hand och medbrottsling. |
| Tiggerskan / Lucy Barker          | Mezzosopran (eller Sopran) A♭3 – F♯5   | En galen kärring vars prat ignoreras, senare identifierad som Benjamin Barkers hustru Lucy, som våldtogs av domare Turpin. |
| Adolfo Pirelli / Daniel O'Higgins | Tenor B2 – C5                          | En irländsk skojare och före detta anställd hos Benjamin Barker som sedan dess har antagit skepnaden av en elegant italiensk barberare; han försöker utöva utpressning mot Todd men dödas omedelbart.                                                               |

## Handling
Invånarna i London, som agerar som en grekisk kör genom hela pjäsen, kastar ner en liksäck och strör aska i en grund grav. Sweeney Todd stiger upp ("The Ballad of Sweeney Todd") och introducerar dramat. 

### Akt I
I London 1846 landstiger den unge sjömannen Anthony Hope och den mystiske Sweeney Todd, vilken Anthony nyligen har räddat till havs och blivit vän med. En tiggerska gör sexuella närmanden mot dem och verkar känna igen Todd ("No Place Like London") medan Todd kör iväg henne. Motvilligt berättar Todd något från sitt skumma förflutna för Anthony: han var en naiv barberare, "förvisad... från sin plats" av en korrumperad domare som åtrådde Todds hustru ("The Barber and His Wife"). Efter att ha lämnat Anthony går Todd in i en pajaffär på Fleet Street, där innehaverskan, den slarviga änkan Mrs Lovett, beklagar bristen på kött och kunder ("Worst Pies in London"). När Todd frågar om den tomma lägenheten ovanpå affären berättar hon att den förre hyresgästen, Benjamin Barker, sändes i exil på livstid på falska grunder av domare Turpin, som tillsammans med sin tjänare Beadle Bamford lurade iväg Barkers hustru Lucy Barker till en maskeradbal i domarens hus och våldtog henne ("Poor Thing").
Todds reaktion avslöjar att han är Benjamin Barker. Mrs Lovett lovar att bevara hans hemlighet och förklarar att Lucy tog arsenik och att deras nyfödda dotter Johanna Barker blev domaren myndling. Todd svär att hämnas på domaren och Beadle, och mrs Lovett tar fram hans gamla samling av rakknivar, vilket får Todd att besluta sig för att återgå till sitt gamla hantverk ("My Friends" och "The Ballad of Sweeney Todd" – repris). På annat håll ser Anthony en vacker flicka som sjunger i sitt fönster ("Green Finch and Linnet Bird"), och tiggerskan berättar att hennes namn är Johanna. Ovetande om att Johanna är Todds dotter, blir Anthony genast förälskad ("Ah, Miss") och han lovar att komma tillbaka även efter att domaren och Beadle har hotat och kört iväg honom ("Johanna").
På ett torg saluför den prålige italienske barberaren Adolfo Pirelle och hans korkade unge assisten Tobias Ragg ett medel mot håravfall ("Pirelli's Miracle Elixir"). Todd och Lovett anländer; som en del i planen att etablera sin nya identitet avslöjar Todd medlet som bluff, utmanar Pirelle på en raktävling och vinner lätt ("The Contest") och inbjuder den imponerade Beadle till en gratis rakning ("The Ballad of Sweeney Todd" – repris 2). Några dagar senare självspäker sig domare Turpin i ett försök att kväva sina lustar för Johanna, men bestämmer sig istället för att gifta sig med henne ("Johanna – Mea Culpa").
Todd inväntar Beadles ankomst med stigande otålighet, men mrs Lovett försöker lugna honom ("Wait"). Anthony berättar för Todd om sin plan att be Johanna fly med honom. Todd är ivrig att återförenas med sin dotter och går med på att Anthony kan använda rakstugan som en säker plats. När Anthony gått sin väg kommer Pirelle och Tobias. Mrs Lovett tar med sig Toby ner för att bjuda på paj. När de är ensamma slutar Pirelli tala med italiensk accent och avslöjar att han heter Daniel O'Higgins, Benjamin Barkers forne assistant. Han är medveten om Todds sanna identitet (efter att ha känt igen Barkers ovanliga rakdon under tävlingen) och kräver att få hälften av Todds inkomster för livet. (I filmen heter han inte Daniel O'Higgins utan "Davy Collins".) Todd dödar O'Higgins genom att skära halsen av honom ("Pirelli's Death" och "The Ballad of Sweeney Todd" – repris 3) och gömmer kroppen. Under tiden planerar Johanna och Anthony flykten ("Kiss Me"), medan Beadle rekommenderar Todds tjänster till domaren så att denne bättre kan erövra Johannas hjärta ("Ladies in Their Sensitivities").
Mrs Lovett blir till en början förskräckt vid åsynen av Pirellis lik, men tar dennes börs och frågar Todd hur han tänkt sig göra sig av med kroppen. Plötsligt kommer domaren in; Todd ber honom sitta ner och lugnar honom med en avslappnad konversation ("Pretty Women"). Innan Todd kan döda domaren kommer Anthony in och avslöjar sina flyktplaner. Den arga domaren rusar ut och lovar att aldrig återvända och att han ska skicka iväg Johanna. Rasande kastar Todd ut Anthony och påminns om all ondska som härskar i London. Han beslutar sig för att göra sig av med så många som möjligt genom att mörda sina kommande kunder eftersom alla människor förtjänar att dö: den rike ska straffas för sin korrumption, och den fattige för att bli av med sitt eländiga liv ("Epiphany"). Under diskussionen hur de ska bli av med Pirellis kropp slås mrs Lovett av en tanke och föreslår att de ska använda kropparna från Todds offer i hennes köttpajer, och Todd går glatt med på det ("A Little Priest").

### Akt II
Några veckor senare har mrs Lovetts pajbutik blivit en lönande affär och Toby arbetar där som servitör. Maten är väldigt populär ("God, That's Good!"). Todd har införskaffat en speciell mekanisk barberarstol där han dödar sina kunder och skickar ner dem genom en fallucka till pajbutikens källare och bageri. Medan han vardagligt skär halsen av sina kunder tänker han förtvivlat på om han någonsin ska se Johanna, medan Anthony letar över hela London efter henne ("Johanna – kvartett"). Anthony finner Johanna inlåst på ett privat dårhus men lyckas nätt och jämnt smita iväg efter att ha blivit upptäckt av Beadle. Efter en hård arbetsdag där Todd mestadels varit upptagen av sina hämnd målar mrs Lovett upp en bild av pensionering vid kusten ("By the Sea"). Anthony anländer för att be Todd hjälpa honom frige Johanna, och Todd instruerar Anthony att rädda henne genom att låtsas vara en perukmakare på jakt efter de intagnas hår ("Wigmaker Sequence" och "The Ballad..." – repris 4). När väl Anthony har gett sig av sänder Todd ett meddelande till domaren om att Anthony kommer föra Johanna till hans rakstuga efter skymning, och att han kommer överlämna henne ("The Letter").
I pajbutiken berättar Toby för mrs Lovett om sin skepsis gentemot Todd och sin egen önskan att skydda henne ("Not While I'm Around"). Han känner plötsligt igen Pirellis börs i mrs Lovetts hand. Hon distraherar honom genom att visa runt i bageriet, demonstrera hus köttkvarnen och ugnen fungerar innan hon låser in honom. En trappa upp finner hon Beadle vid hennes harmonium; han har blivit ombedd av mrs Lovetts grannar att undersöka den konstiga rök och stank som kommer från bageriets skorsten. Mrs Lovett uppehåller Beadle med sång tills Todd återvänder och erbjuder Beadle hans utlovade "gratis rakning"; Mrs Lovett spelar högljutt på sitt instrument för att överrösta Beadles skrik då Todd gör sig av med honom. I källaren upptäcker Toby hår och fingernaglar i en paj han äter på, just som Beadles kropp kommer nerdunsande genom taket. Förskräckt flyr han ner i kloakerna under bageriet. Mrs Lovett informerar Todd att Toby har genomskådat deras hemlighet och de planerar att döda honom.
Anthony anländer till dårhuset för att rädda Johanna, men avslöjas då hon känner igen honom. Han drar en pistol han fått av Todd men kan inte förmå sig att skjuta Jonas Fogg, den korrumperade ägaren till dårhuset; Johanna tar pistolen och skjuter Fogg. Medan Anthony och Johanna flyr, siar de intagna om världens ände, medan Todd och mrs Lovett jagar efter Toby i kloakerna, och tiggerskan fasar över vad som blev Beadles öde ("City on Fire/Searching").
Anthony och Johanna (nu utklädd till sjöman) kommer till Todds tomma butik. Anthony går för att få tag i en vagn efter att de förklarat varandra sin kärlek ("Ah Miss" – repris). Johanna hör tiggerskan komma in och gömmer sig i en kista. Tiggerskan verkar vara hemmastadd i rummet. Todd kommer in och försöker få henne att ge sig av varpå hon återigen verkar känna igen honom ("Beggar Woman's Lullaby"). När Todd hör domaren utanför dödar han tiggerskan och hinner precis få ner kroppen genom falluckan innan domaren rusar in. Todd försäkrar domaren att Johanna är ångerfull och domaren ber om en skvätt parfym.
När Todd har fått domaren i stolen tröstar han honom med ytterligare en historia om kvinnor, men denna gång anspelar han på deras "gemensamma smak, åtminstone när det gäller kvinnor". Domaren känner igen honom som "Benjamin Barker!" varefter Todd skär halsen av honom och skickar ner honom genom falluckan ("The Judge's Return"). Todd kommer att tänka på Toby och gör sig redo att ge sig av, men inser att han har glömt sin rakkniv. Han går tillbaka just som den förklädda Johanna dödsförskräckt stiger upp från kistan. Han känner inte igen henne och försöker döda henne. Mrs Lovett skriker till från bageriet därnere vilket distraherar Todd så att Johanna kan fly. En trappa ner brottas mrs Lovett med den döende domaren som försöker klösa henne. Därefter försöker hon släpa tiggerskans kropp in i ugnen, men Todd kommer tack vare det skarpa ljuset från ugnen ser han den döda kvinnans ansikte för första gången: tiggerskan är hans hustru Lucy. Förfärad anklagar Todd mrs Lovett för att ha ljugit för honom. Mrs Lovett förnekar frenetiskt det hela och förklarar att Lucy tog verkligen giftet men överlevde och blev galen på kuppen. Mrs Lovett säger därpå att hon älskar honom och kommer bli en mycket bättre hustru än vad Lucy någonsin var. Todd låtsas be om förlåtelse och dansar ondskefullt med mrs Lovett innan han knuffar in henne i ugnen där hon levande brinner upp. Fylld av förtvivlan och chockad omfamnar han den döda Lucy. Toby, nu helt galen och vithårig, kravlar upp från kloaken babblandes en massa barnramsor för sig själv. Han plockar upp Todds rakkniv och skär halsen av Todd. Medan Todd segnar död ner och Toby släpper rakkniven, kommer Anthony, Johanna och andra in genom dörren. Oberoende av dem börjar Toby sätta igång köttkvarnen medan han nynnar på mrs Lovetts tidigare instruktioner till honom ("Final Scene").

## Musiknummer
| Prolog - "Prelude: The Ballad of Sweeney Todd: 'Attend The Tale Of Sweeney Todd...'" – Alla Akt I - "No Place Like London" – Anthony, Todd, Tiggerskan - "The Barber and His Wife" – Todd - "The Worst Pies in London" – Mrs. Lovett - "Poor Thing" – Mrs. Lovett - "My Friends" – Todd och Mrs. Lovett - "The Ballad Of Sweeney Todd: '...Lift Your Razor High, Sweeney!' (Repris 1)" – Alla, Domaren, Beadle - "Green Finch and Linnet Bird" – Johanna - "Ah, Miss" – Anthony, Johanna, Tiggerskan - "Johanna" – Anthony - "Pirelli's Miracle Elixir" – Tobias, Todd, Mrs. Lovett, folksamling - "The Contest (Part 1): Shaving Scene" – Pirelli - "The Contest (Part 2): Tooth-Pulling Scene" † – Pirelli, Tobias - "The Ballad Of Sweeney Todd: '...Sweeney Pondered and Sweeney Planned...' (Repris 2)" – Folksamling, Tiggerskan - "Wait" – Lovett - "Pirelli's Death" – Pirelli - "The Ballad Of Sweeney Todd: '...His Hands Were Quick, His Fingers Strong...' (Repris 3)" – Tenor Trio - "Johanna (Mea Culpa)" †‡ – Domare Turpin - "Kiss Me" – Johanna, Anthony - "Ladies In Their Sensitivities"/"Kiss Me (Quartet)" – Beadle, Johanna, Anthony, Domare Turpin - "Pretty Women" – Domaren, Todd, Anthony - "Epiphany" – Todd, Lovett - "A Little Priest" – Todd, Lovett | Akt II - "God, That's Good!" – Tobias, Mrs. Lovett, Todd, Kunder - "Johanna (Quartet)" – Anthony, Todd, Tiggerskan, Johanna - "I Am A Lass" € – Mrs. Lovett - "By The Sea" – Mrs. Lovett och Todd - "Wigmaker Sequence"/"The Ballad Of Sweeney Todd: '...Sweeney'd Waited Too Long Before...' (Reprise 4)"/"The Letter" – Todd, Anthony, Kvintett - "Not While I'm Around" – Tobias, Mrs. Lovett - "Parlour Songs (Part 1): Sweet Polly Plunkett" – Beadle - "Parlour Songs (Part 2): The 12 Bells In Tower of Bray" – Beadle, Lovett, Tobias † - "Parlour Songs (Part 3): Sweet Polly Plunkett (Reprise)" – Lovett - "Final Sequence": - "The Ballad Of Sweeney Todd: '...The Engine Roared, The Motor Hissed...' (Reprise 5)"/"Fogg's Asylum"/"City On Fire"/"Searching"/"Ah, Miss (Reprise)"/"Beggar Woman's Lullaby" § / "The Judge's Return" / "The Ballad Of Sweeney Todd: '...Lift Your Razor High, Sweeney...' (Reprise 6)"/"Final Scene" – Dårar, Johanna, Tiggerskan, Lovett, Todd, Anthony, Domare Turpin, Kör, Tobias Epilogue - "The Ballad of Sweeney Todd: '...Attend The Tale Of Sweeney Todd...' (Reprise 7)" – Alla, Todd, Lovett (Alla) |

Noteringar om sångerna:
- † Trots att de ströks under repetitionerna på grund av längden är dessa nummer inkluderade i Original Cast Recording.
- ‡ Denna sång flyttades till efter "The Ballad of Sweeney Todd (Reprise 3)" i New York Philharmonics konsertanta framträdande 2000 och 2014, och på Original Broadway Cast Album.
- § Detta nummer skrevs till originaluppsättningen i London och spelades första gången in för 2000 New York Philharmonics konsertanta framträdande.
- € Denna sång är en alternativ vers av "Sweet Polly Plunkett."
- Sången "The Ballad of Sweeney Todd" och dess många repriser namnges i några uppsättningar genom deras första vers för att särskilja dem åt:

- Källor: SondheimGuide.com[20] & InternetBroadwayDatabase[21]